# Dijon Kameri
Dijon Kameri (ur. 20 kwietnia 2004 w Salzburgu) – austriacki piłkarz kosowskiego pochodzenia występujący na pozycji pomocnika w polskim klubie KS Cracovia oraz w reprezentacji Austrii U-21.

## Kariera klubowa
Wychowanek klubu FC Liefering, pełniącego rolę rezerw Red Bulla Salzburg. W sezonie 2021/22 w barwach Liefering rozegrał 30 spotkań w 2. Lidze. W latach 2022–2025 grał w Red Bullu Salzburg, z którym wywalczył w sezonie 2022/23 tytuł mistrza Austrii. W międzyczasie występował na zasadzie wypożyczenia w szwajcarskim klubie Grasshopper Club Zürich oraz w Rheindorf Altach.
W lipcu 2025 roku Kameri podpisał trzyletni kontrakt z polskim klubem KS Cracovia, prowadzonym przez Lukę Elsnera.

## Kariera reprezentacyjna
Kameri reprezentował Austrię w kategoriach wiekowych U-15, U-16, U-17 i U-18. Obecnie występuje w kadrze Austrii U-21.

## Statystyki kariery

### Klubowe
Aktualne na dzień 22 lipca 2025
| Klub                           | Sezon             | Liga               | Liga  | Liga | Puchar kraju | Puchar kraju | Puchar ligi | Puchar ligi | Kontynentalne | Kontynentalne | Inne  | Inne | Razem | Razem |
| Klub                           | Sezon             | Liga               | Mecze | Gole | Mecze        | Gole         | Mecze       | Gole        | Mecze         | Gole          | Mecze | Gole | Mecze | Gole  |
| ------------------------------ | ----------------- | ------------------ | ----- | ---- | ------------ | ------------ | ----------- | ----------- | ------------- | ------------- | ----- | ---- | ----- | ----- |
| FC Liefering                   | 2021/2022         | 2. Liga            | 22    | 1    | —            | —            | —           | —           | —             | —             | —     | —    | 22    | 1     |
| FC Liefering                   | 2022/2023         | 2. Liga            | 8     | 2    | —            | —            | —           | —           | —             | —             | —     | —    | 8     | 2     |
| FC Liefering                   | Ogółem            | Ogółem             | 30    | 3    | 0            | 0            | 0           | 0           | 0             | 0             | 0     | 0    | 30    | 3     |
| Red Bull Salzburg              | 2022/2023         | Bundesliga         | 12    | 1    | 1            | 0            | —           | —           | 4             | 0             | —     | —    | 17    | 1     |
| Red Bull Salzburg              | 2023/2024         | Bundesliga         | 6     | 0    | 1            | 0            | —           | —           | 1             | 0             | —     | —    | 8     | 0     |
| Red Bull Salzburg              | Ogółem            | Ogółem             | 18    | 1    | 2            | 0            | 0           | 0           | 5             | 0             | 0     | 0    | 25    | 1     |
| Grasshopper Club Zürich (wyp). | 2023/2024         | Swiss Super League | 6     | 0    | —            | —            | —           | —           | —             | —             | —     | —    | 6     | 0     |
| Rheindorf Altach (wyp).        | 2024/2025         | Bundesliga         | 24    | 2    | 0            | 0            | —           | —           | —             | —             | —     | —    | 24    | 2     |
| KS Cracovia                    | 2025/2026         | Ekstraklasa        | 0     | 0    | 0            | 0            | —           | —           | —             | —             | —     | —    | 0     | 0     |
| Ogółem w karierze              | Ogółem w karierze | Ogółem w karierze  | 78    | 6    | 2            | 2            | 0           | 0           | 5             | 0             | 0     | 0    | 85    | 8     |

## Sukcesy
Red Bull Salzburg
- mistrzostwo Austrii 2022/23